# Vratišinec
Vratišinec è un comune della Croazia di 2 213 abitanti della Regione del Međimurje.